# Osteologia

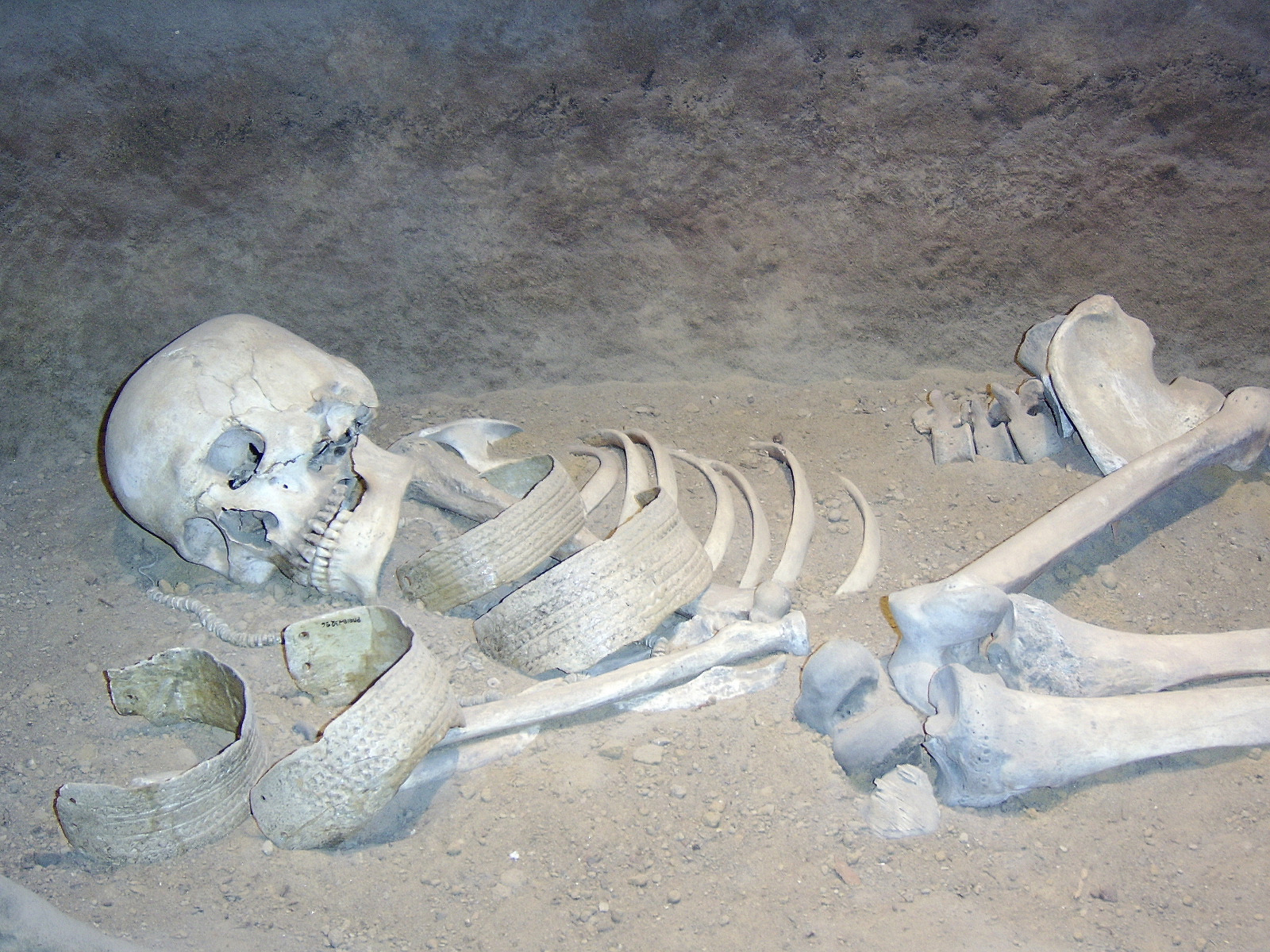
Szkielet kobiety w Muzeum Archeologicznym w Biskupinie

Osteologia (gr. ostéon – kość) – nauka o układzie kostnym, nauka o kościach, dział  anatomii.
Termin był użyty przez A. Schopenhauera jako przenośnia określająca podstawową konstrukcję, szkielet każdej dyskusji w kontekście erystyki.